# جن هوی
جن هوی (انگلیسی: Jen Hoy؛ زادهٔ ۱۸ ژانویهٔ ۱۹۹۱) بازیکن فوتبال اهل ایالات متحده آمریکا است.
از باشگاه‌هایی که در آن بازی کرده‌است می‌توان به اسکای بلو اف‌سی، باشگاه فوتبال نیوکاسل یونایتد جتس، و شیکاگو رد استارز اشاره کرد.
وی همچنین در تیم ملی فوتبال زیر ۲۳ سال زنان ایالات متحده آمریکا بازی کرده‌است.